# Mouriri trunciflora
Mouriri trunciflora är en tvåhjärtbladig växtart som beskrevs av Adolpho Ducke. Mouriri trunciflora ingår i släktet Mouriri och familjen Melastomataceae. Inga underarter finns listade i Catalogue of Life.